# Forza Horizon 4
Forza Horizon 4 — гоночная игра в открытом мире, разработанная компанией Playground Games в сотрудничестве с Turn 10 Studios под издательством Microsoft Studios для Xbox One и PC. Является четвёртой основной частью в серии Forza Horizon и одиннадцатой в серии Forza. Игра была официально анонсирована Microsoft на конференции E3 2018, вместе с дебютным трейлером игры 10 июня 2018 года. Релиз игры состоялся 2 октября 2018 года.
15 декабря 2024 года игра была снята с продаж и полностью удалена из всех цифровых магазинов. Это связано с тем, что у разработчиков истекли лицензионные соглашения с партнёрами.

## Игровой процесс
Действия игры разворачиваются в Великобритании, игровой процесс сконцентрирован на взаимодействии между игроками в многопользовательском режиме. Одной из главных особенностей Forza Horizon 4 является динамическая смена сезонов, которая также отражает изменение времени суток и погодных условий которые непосредственно будут влиять на геймплей — водить автомобиль можно будет зимой, летом, осенью и весной, причём на игровой процесс также повлияет сцепление с дорогой, видимость за рулём, а также тип соревнований такие как: бездорожье, кольцевые гонки и дрифт. Игрокам дана возможность собрать более 450 автомобилей и модифицировать их на свой вкус, равно как и водителей.
Forza Horizon 4 поддерживает разрешение 4K с частотой в 60 кадров в секунду с поддержкой HDR для владельцев Xbox One X и Windows 10, в свою очередь для владельцев Xbox One игра поддерживает разрешение 1080p с частотой в 30 кадров в секунду. В игре имеется тpи издания: стандаpтнoe, Deluxe Edition и Ultimate Edition. Владельцы издания Ultimate Edition получили ранний доступ к игре 28 сентября 2018 года, вместе с доступом к уникальным автомобилям.

## Оценки и мнения
| Сводный рейтинг       | Сводный рейтинг                 |
| Агрегатор             | Оценка                          |
| --------------------- | ------------------------------- |
| GameRankings          | - 92,24 % (XONE) - 89,25 % (PC) |
| Metacritic            | 92/100 (XONE) 88/100 (PC)       |
| Иноязычные издания    |                                 |
| Издание               | Оценка                          |
| Destructoid           | 9/10                            |
| Edge                  | 9/10                            |
| EGM                   | 8/10                            |
| Game Informer         | 9,25/10                         |
| GameRevolution        | [ 18 ]                          |
| GameSpot              | 9/10                            |
| GamesRadar+           | [ 20 ]                          |
| Giant Bomb            | [ 21 ]                          |
| IGN                   | 9,6/10                          |
| PC Gamer (US)         | 89/100                          |
| VideoGamer            | 9/10                            |
| XboxAddict            | 99 %                            |
| USGamer               | [ 26 ]                          |
| Русскоязычные издания |                                 |
| Издание               | Оценка                          |
| 3DNews                | 9/10                            |
| PlayGround.ru         | 9/10                            |
| StopGame.ru           | «Изумительно»                   |
| «Игромания»           | 9/10                            |
| «Игры Mail.ru»        | 9/10                            |
| Gmbox.ru              | 9,1/10                          |

Forza Horizon 4, как и предшественник, получила восторженные отзывы от игровой прессы. На сайтах GameRankings и Metacritic средняя оценка составляет 92,24 % и 92/100 в версии для Xbox One, 89,25 % и 88/100 для ПК соответственно. Рецензенты были под впечатлением от новой концепции со сменой времён года, высокого качества графики, богатства контента и многопользовательских возможностей.

### Награды
Forza Horizon 4 получила премию BAFTA в области игр 2019 года в номинации «British Game».
| Список наград и номинаций | Список наград и номинаций   | Список наград и номинаций        | Список наград и номинаций | Список наград и номинаций |
| Год                       | Награда                     | Категория                        | Результат                 | Источник                  |
| ------------------------- | --------------------------- | -------------------------------- | ------------------------- | ------------------------- |
| 2018                      | Game Critics Awards 2018    | Лучшая гоночная игра             | Победа                    | [ 34 ]                    |
| 2018                      | Gamescom Awards 2018        | Лучшая гоночная игра             | Победа                    | [ 35 ]                    |
| 2018                      | Gamescom Awards 2018        | Лучшая игра для Xbox One         | Номинация                 | [ 35 ]                    |
| 2018                      | Golden Joystick Awards 2018 | Лучший аудио дизайн              | Номинация                 | [ 36 ]                    |
| 2018                      | Golden Joystick Awards 2018 | Лучшая соревновательная игра     | Номинация                 | [ 36 ]                    |
| 2018                      | Golden Joystick Awards 2018 | Xbox Игра года                   | Победа                    | [ 36 ]                    |
| 2018                      | Golden Joystick Awards 2018 | Игра года                        | Номинация                 | [ 36 ]                    |
| 2018                      | The Game Awards 2018        | Лучшее звуковое оформление       | Номинация                 | [ 37 ]                    |
| 2018                      | The Game Awards 2018        | Лучшая спортивная/гоночная игра  | Победа                    | [ 37 ]                    |
| 2018                      | Gamers’ Choice Awards 2018  | Любимая спортивная/гоночная игра | Номинация                 | [ 38 ]                    |
| 2018                      | D.I.C.E. Awards 2018        | Лучшая гоночная игра             | Победа                    | [ 39 ]                    |